# Marjatta Kallio
Marjatta Elina Kallio, född 10 februari 1924 i Tammerfors, död 7 juli 2003 i Esbo, var en finländsk skådespelare.
Kallio var dotter till en skräddare och var verksam vid teatern i Tammerfors 1946–1949 och Helsingfors folk- och arbetarteater 1949–1976, vartefter hon tog arbetspension. På film debuterade hon 1950 med Tytön huivi och därefter medverkade hon i trettiosju filmer och TV-uppsättningar fram till 1977. 1960 gjorde hon även sex skivinspelningar tillsammans med Lauri Frestadius.
Åren 1953–1960 var Kallio gift med Kai Lappalainen och mellan 1961 och 1965 med Saulo Haarla.